# 埃莉·尤娜拉
埃莉·尤娜拉（1923年11月3日—1992年5月30日），印度尼西亞（印尼）電影女演員及電影監製。她是電影監製查瑪魯汀·馬力克（Djamaluddin Malik）的妻子。

## 生平
埃莉·尤娜拉在1923年11月3日出生於英屬海峽殖民地新加坡。她在荷屬東印度一家由荷裔營辦的土著學校荷印學校（Hollandsch-Inlandsche School）完成小學教育。
尤娜拉拍攝的首部電影為在1940年由楊永錫（Jo Eng Sek）為星辰電影執導的偵探電影《機智鬥士伯王梭》，她在該電影中飾演穆罕默德·阿里耶夫（Mohamad Arief）的女朋友西蒂（Siti）。她其後留在星辰電影，並拍攝改編自巽他族傳說的《八哥猴》、《高利貸者》（Lintah Darat）和《作惡的父親》（Ajah Berdosa）。1942年，她為陳坤耀（Tan Khoen Yauw）的陳氏影業拍攝電影《阿拉丁與燈神》（Aladin dengan Lampu Wasiat）。
1942年3月，日本佔領荷屬東印度，僅餘一間片場仍然繼續運作。《阿拉丁與燈神》的製作亦告終止，直至1950年印度尼西亞獨立革命之後該片才上映。日佔時間，尤娜拉轉投話劇界，並成為了瓦爾納薩里（Warnasari）、馬塔哈里（Matahari）和爪哇厄海（Jawa Ehai）劇團的一份子。1949年，荷蘭承認印尼獨立之後，尤娜拉下嫁舞台劇經理，其後成為電影監製的查瑪魯汀·馬力克。

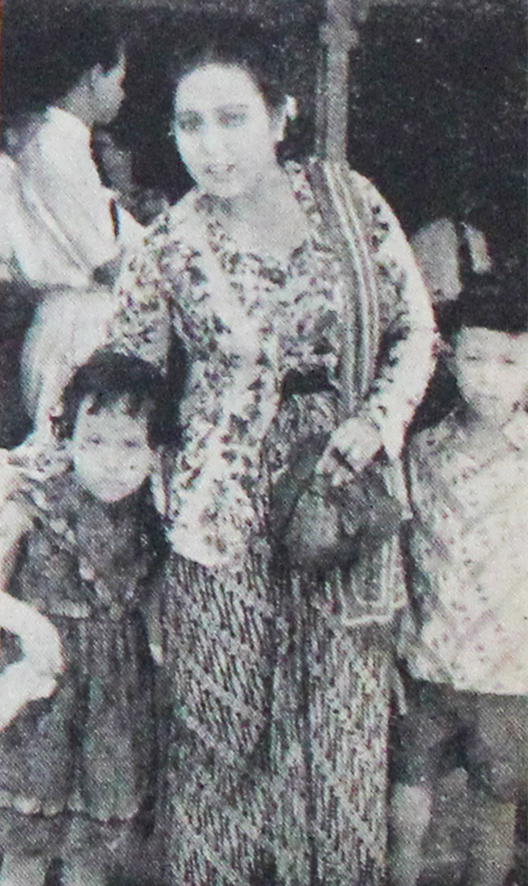
尤娜拉和她的兩個子女

1950年，查瑪魯汀創立印尼藝術家電影公司（Persari），尤娜拉在該電影公司的兩部作品中演出，分別是1952年的《米恩澤》（Si Mientje）和1954年的《誰是我的父親》（Siapa Ajahku）。但是，她主要在電影公司中擔當管理層的角色。大部份時間，她都以家庭主婦的身份生活。
查瑪魯汀於1970年6月8日離世後，尤娜拉成立了青年埃莉安達電影（Remaja Ellyanda Film），並在1972年監製由D·查亞庫蘇馬（D. Djajakusuma）執導，改編自同名馬來民間傳說的《馬林·昆當》。該電影由拉諾·卡諾（Rano Karno）和普圖·維查亞（Putu Wijaya）主演，講述維查亞飾演的馬林·昆當因為在大海渡過大部份童年時光而忘記自己的根源。其後該公司又製作了《紅橋》（Jembatan Merah）、《小冒險家》（Petualang Cilik）和《薄霧》（Halimun），並參與2部非故事片的製作。1974年，她獲耶加達省長阿里·薩迪金（Ali Sadikin）嘉獎，以表彰其在電影的貢獻。
尤娜拉在1992年5月30日在耶加達逝世。

## 腳註
1. 1 2 3 4 5  Biran 1979，第159頁.
2. ↑  Biran 2009，第246頁.
3. ↑  Filmindonesia.or.id, Aladin.
4. ↑  Biran 2009，第214頁.
5. 1 2  Apa Siapa 1999，第154頁.
6. 1 2 3  Apa Siapa 1999，第175頁.
7. ↑  Anwar 2002，第148頁.
8. ↑  Biran 1979，第139頁.
9. ↑  Filmindonesia.or.id, Kredit Lengkap.

## 延伸閱讀
- K. H., Ramadhan; Budiarto, Nina Pane.  [Djamaludin Malik: Businessman, Politician, and Film Industry Pioneer]. Jakarta: Kata. 2006. ISBN 978-979-1056-02-1.

## 外部連結
- 埃莉·尤娜拉在互联网电影资料库（IMDb）上的資料（英文）
- 维基共享资源上的相關多媒體資源：埃莉·尤娜拉